# روجر موسلي
روجر موسلي (بالإنجليزية: Roger E. Mosley)‏؛ (18 ديسمبر 1938 - 7 أغسطس 2022)، هو ممثل أمريكي من أشهر أعماله دوره في مسلسل ماجنوم بي آي وكان دوره طيار هليكوبتر.

## روابط خارجية
- روجر موسلي على موقع IMDb (الإنجليزية)
- روجر موسلي على موقع ألو سيني (الفرنسية)
- روجر موسلي على موقع أول موفي (الإنجليزية)
- روجر موسلي على موقع قاعدة بيانات الأفلام السويدية (السويدية)
- روجر موسلي على موقع إن إن دي بي (الإنجليزية)
- روجر موسلي على موقع قاعدة بيانات الفيلم (الإنجليزية)
- روجر موسلي على موقع كينوبويسك (الروسية)